# Железният човек (сериал)
„Железният човек“ (на английски: Iron Man) е американски анимационен сериал, базиран на супергероя на Марвел Комикс – Железния човек. Излъчването му започва на 24 септември 1994 г. и приключва на 24 февруари 1996 г. Има два сезона с общо 26 епизода. Също като „Фантастичната четворка“ и в този сериал настъпват промени във визията на втория сезон, отличаващи го от първия.

## „Железният човек“ в България
Първоначално първият сезон на сериала върви по Нова телевизия в края на 90-те години на миналия век. Ролите се озвучават от артистите Венета Зюмбюлева,  Даниел Цочев, Петър Евангелатов, Александър Воронов, Васил Бъчваров, Борис Чернев и още две актриси.
През септември 2007 г. започва повторно излъчване на сериала по Диема с разписание през уикендите. След повторенията на първи сезон започват и премиерите на втори сезон. Заглавието е преведено като „Айрън Мен“. Дублажът е на студио Медиа Линк. Ролите се озвучават от артистите Нели Топалова, Петър Чернев, Живко Джуранов и Чавдар Богданов.
На 16 юни 2009 г. започва и по Диема Фемили, всеки делничен ден от 06:25. Последният епизод е излъчен на 21 юли.